# Indre
Die Indre [ɛ̃dʁ] ist ein Fluss in Frankreich, der in der Region Centre-Val de Loire verläuft. Er entspringt im Gemeindegebiet von Saint-Priest-la-Marche, entwässert generell in nordwestlicher Richtung und mündet nach rund 280 Kilometern bei Avoine, im Regionalen Naturpark Loire-Anjou-Touraine, als linker Nebenfluss in einen Seitenarm der Loire.

## Durchquerte Départements
- Cher (18)
- Indre (36)
- Indre-et-Loire (37)

Für die Départements 36 und 37 wurde der Fluss als Namensgeber herangezogen.

## Orte am Fluss
- Saint-Priest-la-Marche
- Sainte-Sévère-sur-Indre
- La Châtre
- Ardentes
- Châteauroux
- Villedieu-sur-Indre
- Buzançais
- Saint-Genou
- Châtillon-sur-Indre
- Loches
- Montbazon
- Azay-le-Rideau

## Nebenflüsse
| Linke Nebenflüsse: - Les Palles (15 km) - Vauvre (39 km) - Ozance (14 km) - Échandon (2 km) - Saint-Branchs (18 km) - Bourdin (15 km) | Rechte Nebenflüsse: - Taisonne (14 km) - Igneraie (37 km) - Ringoire (18 km) - Indrois (61 km) |